# Ворошилово (Смоленская область)
Ворошилово — деревня в Починковском районе Смоленской области России. Входит в состав Васьковского сельского поселения. Население — 165 жителей (2013 год).
Расположена в центральной части области в 22 км к юго-востоку от Починка, в 6 км восточнее автодороги А141 Орёл — Витебск, на берегу реки Стомять. В 7 км юго-западнее деревни расположена железнодорожная станция Стодолище на линии Смоленск — Рославль.

## История
В первые деревня указана на картах путешествий Её Величества за 1787 год.
В годы Великой Отечественной войны деревня была оккупирована гитлеровскими войсками в июле 1941 года, освобождена в сентябре 1943 года.